# Neostenus morio
Neostenus morio är en skalbaggsart som först beskrevs av Francis Polkinghorne Pascoe 1865.  Neostenus morio ingår i släktet Neostenus och familjen långhorningar. Inga underarter finns listade i Catalogue of Life.